# راسلاو
راسلاو (به آلمانی: Roßlau) یک شهر در آلمان است که در دسوا-رسلا واقع شده‌است. راسلاو ۱۳٬۹۳۰ نفر جمعیت دارد.